# 4 mai en sport
4 avril 4 juin
Chronologies thématiques
- Croisades
- Ferroviaires
- Disney

Le 4 mai (124e jour de l'année ou 125e en cas d'année bissextile) en sport.

## Événements

### XIXesiècle
- 1871 :
  - (Baseball) : Fort Wayne Kekiongas s’impose 2-0 face à Cleveland’s Forest City Club à l’occasion du premier match de championnat professionnel de baseball (National Association).
- 1877 :
  - (Baseball) : début du premier championnat de la New York State Association formée par cinq clubs de l'État de New-York : Auburnians, Binghamton Crickets, Buffalo Bisons, Rochester Flour Citys et Syracuse Stars. Chaque formation dispute 40 matches lors de cette saison inaugurale.

### XXesièclede1901à1950
- 1904 :
  - (Football) : fondation du club allemand du FC Schalke 04.
- 1924 :
  - (Jeux olympiques) : cérémonie d'ouverture des Jeux olympiques d'été de 1924 à Paris.
  - (Football) : Real Union Club Irun remporte la Coupe d’Espagne face au Real Madrid, 1-0.
- 1930 :
  - (Sport automobile) : victoire de l'Italien Achille Varzi sur la course Targa Florio.
- 1949 :
  - (Football) : Tragédie de Superga. L'avion transportant l'équipe du Torino s'écrase et le bilan est lourd ; 31 personnes trouvent la mort dont 18 joueurs du club.

### XXesièclede1951à2000
- 1952
  - (Football) : l'OGC Nice remporte la Coupe de France en s'imposant 5-3 face aux Girondins de Bordeaux. Première retransmission d'une finale de Coupe de France en intégralité, mais en différé.
  - (Rugby à XV) : le FC Lourdes remporte la finale du championnat de France 20-11 face à l'USA Perpignan.
- 1960
  - (Football) : en s'imposant 4-1 au Nou Camp, le FC Barcelone remporte la deuxième édition de la Coupe d'Europe des villes de foires face à Birmingham City Football Club.
- 1969 :
  - (Sport automobile /Formule 1) : au Grand Prix automobile d'Espagne, couru sur le circuit de Montjuïc, victoire du Britannique Jackie Stewart sur une Matra-Ford.
- 1980 :
  - (Sport automobile /Formule 1) : au Grand Prix automobile de Belgique, couru sur le Circuit de Zolder, victoire du Français Didier Pironi sur une Ligier-Ford.
- 1994 :
  - (Football) : Arsenal FC remporte la Coupe d'Europe des vainqueurs de coupes face à Parme AC, 1-0.
- 1996 :
  - (Football) : l'AJ Auxerre remporte la Coupe de France en s'imposant 2-1 face à Nîmes Olympique.
- 1997 :
  - (Football) : l'AS Monaco remporte le Championnat de France.

### XXIesiècle
- 2002 :
  - (Football) : l'Olympique lyonnais est champion de France pour la première fois.
- 2003 :
  - (Sport automobile /Formule 1) : au Grand Prix automobile d'Espagne couru sur le Circuit de Catalogne, victoire de l'Allemand Michael Schumacher sur une Ferrari.
  - (Handball) : le Montpellier Handball remporte la Ligue des champions. C'est la première fois dans l'histoire des clubs français.
- 2014 :
  - (Cyclisme sur route) : La 49e édition du Tour de Romandie est remportée par le Britannique Christopher Froome (Sky), qui gagne le Tour de Romandie pour la seconde année consécutive. Tout comme l'année dernière, il devance au classement général le Slovène Simon Špilak (Katusha) et le Portugais Rui Costa (Lampre-Merida), terminant troisième pour la seconde année consécutive.
  - (Football) : battu sur sa pelouse par Bordeaux (0-1), Valenciennes est mathématiquement relégué en Ligue 2.

## Naissances

### XIXesiècle
- 1864 :
  - Harry Bowen, joueur de rugby gallois. (4 sélections en équipe nationale). († 17 août 1913).
- 1871 :
  - Henri Dapples, footballeur suisse. († 9 mai 1920).

### XXesièclede1901à1950
- 1907 :
  - Henri Helmer, joueur de rugby français. († ? 1992).
- 1908 :
  - Wolrad Eberle, athlète d'épreuves combinées allemand. Médaillé de bronze du décathlon aux Jeux de Los Angeles 1932. († 13 mai 1949).
- 1913 :
  - Adolf-Werner Lang, pilote de courses automobile allemand. († 1er janvier 1993).
- 1925 :
  - Jenő Buzánszky, footballeur puis entraîneur hongrois. Champion olympique aux Jeux d'Helsinki 1952. (48 sélections en équipe nationale). († 11 janvier 2015).
- 1928 :
  - Wolfgang von Trips, pilote de F1 et de courses automobile d'endurance allemand. (2 victoires en Grand Prix). († 10 septembre 1961).
- 1930 :
  - Miljan Miljanić, footballeur puis entraîneur et dirigeant sportif yougoslave puis serbe. († 13 janvier 2012).
- 1931 :
  - Jan Pesman, patineur de vitesse néerlandais. Médaillé de bronze du 5 000 m aux Jeux de Squaw Valley 1960. († 23 janvier 2014).
- 1934 :
  - Pierre Lacaze, joueur de rugby à XV et XIII français. (7 sélections avec l'équipe de France de rugby à XV et 18  avec celle de rugby à XIII). († 8 juillet 1995).
  - Joseph Planckaert, cycliste sur route belge. Vainqueur des Quatre Jours de Dunkerque 1957, 1960 et 1963, Paris-Nice 1962 du Tour de Luxembourg 1962, de Liège-Bastogne-Liège 1962. († 22 mai 2007).
- 1936 :
  - Jean-Claude Perrin, entraîneur d'athlétisme puis consultant sportif français.
- 1939 :
  - Léon Rochefort, hockeyeur sur glace canadien.
- 1943 :
  - Gueorgi Asparoukhov, footballeur bulgare. (50 sélections en équipe nationale). († 30 juin 1971).
- 1946 :
  - John Marshall Watson, pilote de F1 britannique. (5 victoires en Grand Prix).
- 1949 :
  - Laura duPont, joueuse de tennis américaine. († 20 février 2002).
- 1950 :
  - Anghel Iordănescu, footballeur puis entraîneur roumain. Vainqueur de la Coupe des clubs champions 1986. (64 sélections en équipe nationale). Sélectionneur de l'équipe de Roumanie de 1993 à 1998, de 2002 à 2004 et de 2014 à 2016 puis de l'équipe de Grèce de 1998 à 1999.

### XXesièclede1951à2000
- 1956 :
  - Ulrike Meyfarth, athlète de saut en hauteur allemande. Championne olympique aux Jeux de Munich 1972 et aux Jeux de Los Angeles 1984. Détentrice du record du monde du 4 septembre 1972 au 24 septembre 1972 et du 8 septembre 1982 au 25 août 1983.
- 1957 :
  - Kathy Kreiner, skieuse canadienne. Championne olympique du géant aux Jeux d'Innsbruck 1976.
- 1959 :
  - Éric Cailleaux, handballeur français. (114 sélections en équipe de France).
- 1961 :
  - Luis Herrera, cycliste sur route colombien. Vainqueur du Tour d'Espagne 1987
- 1964 :
  - Goran Prpić, joueur de tennis puis entraîneur yougoslave puis croate. Médaillé de bronze en double aux Jeux de Barcelone 1992.
- 1966 :
  - Peter Jaks, hockeyeur sur glace puis directeur sportif suisse. (146 sélections en équipe nationale). († 5 octobre 2011).
- 1970 :
  - Dewarick Spencer, basketteuse puis entraîneuse américaine. Championne olympique aux Jeux d'Atlanta 1996, de Sydney 2000 et d'Athènes 2004. Championne du monde féminin de basket-ball 1998 et 2002. (49 sélections en équipe nationale). Championne olympique aux Jeux de Tokyo 2020. Championne du monde de basket-ball 2018 en tant qu'entraîneuse.
- 1973 :
  - Matthew Barnaby, hockeyeur sur glace canadien.
- 1976 :
  - Mariusz Jurasik, handballeur polonais. (176 sélections en équipe nationale).
- 1977 :
  - David Mélody, basketteur français.
- 1978 :
  - Igor Bišćan, footballeur croate. Vainqueur de la Ligue des champions 2005. (15 sélections en équipe nationale).
- 1979 :
  - Nicolas Delépine, footballeur puis entraîneur français. Sélectionneur de l'équipe d'Haïti féminine depuis 2022.
- 1980 :
  - Joe van Niekerk, joueur de rugby sud-africain. Vainqueur du Tri-nations 2004. Vainqueur des Coupe d'Europe de rugby 2013 et 2014. (52 sélections en équipe nationale).
  - Andrew Raycroft, hockeyeur sur glace canadien.
- 1981 :
  - Alexandr Kolobnev, cycliste sur route russe. Médaillé de bronze de la course en ligne aux Jeux de Pékin 2008.
  - Martin Yngerskog, volleyeur suédois.
- 1982 :
  - Dewarick Spencer, basketteur américain.
- 1983 :
  - Julien Malzieu, joueur de rugby à XV français. Vainqueur du Grand Chelem 2010 et du Challenge européen 2007. (20 sélections en équipe de France).
  - Vincent Mendy, basketteur français.
  - Derek Roy, hockeyeur sur glace canadien.
- 1984 :
  - Christine Manie, footballeuse camerounaise. (63 sélections en équipe nationale).
- 1985 :
  - Felipe Borges, handballeur brésilien. (169 sélections en équipe nationale).
  - Fernandinho, footballeur brésilien. (51 sélections en équipe nationale).
  - Megan Guarnier, cycliste sur route américaine. Victorieuse du Tour d'Italie féminin 2016.
  - Martijn Verschoor, cycliste sur route néerlandais.
- 1986 :
  - George Jesse Hill, basketteur américain.
  - Scott Spedding, joueur de rugby sud-africain et français. (20 sélections en équipe de France).
- 1987 :
  - Cesc Fàbregas, footballeur espagnol. Champion du monde de football 2010. Champion d'Europe de football 2008 et 2012. (103 sélections en équipe nationale).
  - Gunnar Steinn Jónsson, handballeur islandais. (30 sélections en équipe nationale).
  - Jorge Lorenzo, pilote de vitesse moto espagnol. Champion du monde de vitesse moto 250 cm3 2006 et 2007 puis champion du monde de vitesse moto GP 2010, 2012 et 2015. (62 victoires en Grand Prix).
- 1988 :
  - Mihaela Buzărnescu, joueuse de tennis roumaine.
  - Yannick Martinez, cycliste sur route français.
  - Radja Nainggolan, footballeur belge. (17 sélections en équipe nationale).
  - Kyle Singler, basketteur américain.
- 1989 :
  - Jorge Fernández, volleyeur espagnol.
  - Dániel Gyurta, nageur hongrois. Médaillé d'argent du 200 m brasse aux Jeux d'Athènes 2004 puis champion olympique du 200 m brasse aux Jeux de Londres 2012. Champion du monde de natation du 200 m brasse 2009, 2011 et 2013. Champion d'Europe de natation du 200 m brasse 2010 et 2012.
  - Rory McIlroy, golfeur britannique. Vainqueur de l'US Open 2011, de la PGA 2012, et 2014 puis de l'Open britannique 2014.
  - Seidou N'Joya, basketteur franco-camerounais.
  - Trevor Nyakane, joueur de rugby à XV sud-africain. (23 sélections en équipe nationale).
  - James Van Riemsdyk, hockeyeur sur glace américain.
- 1990 :
  - Félix Sévigny, snowboardeur canadien.
- 1991 :
  - Brianne Jenner, hockeyeuse sur glace canadienne. Championne olympique aux Jeux de Sotchi 2014 puis médaillée d'argent aux Jeux de Pyeongchang 2018. Championne du monde de hockey sur glace féminin 2012.
- 1992 :
  - Phyllis Francis, athlète de sprint américaine. Championne du monde d'athlétisme du 400 m et du relais 4 × 400 m 2017.
  - Victor Oladipo, basketteur américano-nigérian-sierraléonais.
  - Lisa Schmitz, footballeuse allemande. (2 sélections en équipe nationale).
- 1993 :
  - Hannah Barnes, cycliste sur route britannique. Championne du monde de cyclisme sur route du contre la montre par équipes 2018.
  - Marloes Keetels, hockeyeuse sur gazon néerlandaise. Médaillée d'argent aux Jeux de Rio 2016. Championne du monde de hockey sur gazon 2014 et 2018. Championne d'Europe féminin de hockey sur gazon 2017 et 2019. (128 sélections en équipe nationale).
  - Simone Petilli, cycliste sur route italien.
- 1994 :
  - Jayson Rousseau, cycliste sur route français.
- 1995 :
  - Issa Coulibaly, basketteur malien.
  - Johnathan Motley, basketteur américain.
- 1996 :
  - Jaylen Adams, basketteur américain.
  - Abdou Diallo, footballeur français.
- 1997 :
  - Nathalie Björn, footballeuse suédoise. (53 sélections en équipe nationale).
  - Dylan Cretin, joueur de rugby à XV français.
- 1999
  - André Drege, cycliste coureur norvégien. († 6 juillet 2024).

### XXIesiècle
- 2001 : 
  - Ramiro Enrique, footballeur argentin.
  - Joan García, footballeur espagnol.
  - Dailon Livramento, footballeur cap-verdien.
  - Nicolas Seiwald, footballeur autrichien.
- 2007 : 
  - Chandon Roy, footballeur bangladais.

## Décès

### XXesièclede1901à1950
- 1923 :
  - Ralph McKittrick, 45 ans, golfeur et joueur de tennis américain. Médaillé d'argent du golf par équipes aux Jeux de Saint-Louis 1904. (° 17 août 1877).
- 1938 :
  - Jigorō Kanō, 77 ans, japonais. Inventeur du Judo Kodokan. (° 28 octobre 1860).
- 1943 :
  - Géo André, 53 ans, athlète de sauts, de haies, de sprint, et d'épreuves combinées puis joueur de rugby français. Médaillé d'argent du saut en hauteur aux Jeux de Londres 1908 puis médaillé de bronze au relais 4 × 400 m aux Jeux d'Anvers 1920. (7 sélections en équipe de France de rugby). (° 13 août 1889).
- 1949 :
  - Émile Bongiorni, 28 ans, footballeur français. (5 sélections en équipe de France). (° 19 mars 1921).
  - Valentino Mazzola, 30 ans, footballeur italien. (12 sélections en équipe nationale). (° 26 janvier 1919).

### XXesièclede1951à2000
- 1957 :
  - Ge Fortgens, 69 ans, footballeur néerlandais. Médaillé de bronze aux Jeux de Stockholm 1912. (8 sélections en équipe nationale). (° 10 juillet 1887).
- 1971 :
  - Seamus Elliott, 36 ans, cycliste sur route irlandais. (° 4 juin 1934).

### XXIesiècle
- 2012 :
  - Rashidi Yekini, 48 ans, footballeur nigérian. (58 sélections en équipe nationale). (° 23 octobre 1963).
- 2014 :
  - Al Pease, 92 ans, pilote de course automobile canadien. (° 15 octobre 1921).